# Saint-Maurice-en-Valgodemard
Saint-Maurice-en-Valgodemard là một xã của tỉnh Hautes-Alpes, thuộc vùng Provence-Alpes-Côte d'Azur, đông nam nước Pháp.